# Polystichum scariosum
Polystichum scariosum är en träjonväxtart som först beskrevs av William Roxburgh, och fick sitt nu gällande namn av Conrad Vernon Morton. Polystichum scariosum ingår i släktet Polystichum och familjen Dryopteridaceae. Inga underarter finns listade.